# Andrija Nikić
Andrija Nikić (Ružići, Grude, 1. siječnja 1942.), hrvatski pisac.
Osnovnu školu završio je u Grudama, nižu gimnaziju pohađao u Klobuku i položio malu maturu 1956. Školovanje je nastavio u franjevačkoj gimnaziji u Sinju i Zagrebu. U franjevački red stupio je 17. srpnja 1959. na Visovcu. Ispit zrelosti položio u Visokom 1962. godine, gdje je i započeo studij filozofije i teologije, a nastavio u Sarajevu i završio u Rimu. Povijesne znanosti doktorirao u Rimu 1971. Diplomirao je arhivarstvo i knjižarstvo, te diplomatiku i paleografiju. Počasni doktorat (honoris causa) filzofije i knjižarstva dodijeljen mu je 1989. na Sveučilištu u Missouriju (SAD). Jedan od najplodnijih pisaca-franjevaca: u raznim glasilima objavio je preko 1500 radova iz različitih oblasti, među kojima su i književne kritike, te rasprave o jeziku.

## Djela
- Godine gladi
- Fra Radoslav Glavaš
- Fra Dominik Mandić
- Fra Matija Divković
- Specifičnosti u 16. stoljeću
- Hercegovački katolici od 1683. do 1735.
- Kulturne prilike od 1823. do 1878.
- Karitativna djelatnost u 19. stoljeću
- Franjevačka djelatnost između 1878. i 1892.
- Pastoralna djelatnost između 1878. i 1892.
- Hrvatska katolička misija Wuppertal
- Hrvatska katolička misija Bonn
- Franjevačka knjižnica
- Franjevački arhiv
- Franjevačka kulturna baština
- Širenje prosvjete do 1943.
- Stanje na Kosovu
- Hercegovački franjevački mučenici od 1524. do 1945.
- Kalvarija Slanoga
- Blago hercegovačkih franjevačkih samostana
- Blaškovićev dnevnik iz 1735.
- Iz povijesti knjižnica u Hercegovini
- Pet godina karitativnog djelovanja fra Berislava Nikića
- Treći egzodus stanovništva iz Hercegovine u Zaostroški kraj: I. Povijest egzodusa, II. Zaostroški kraj, III. Izbjeglice i prognanici 92.